# Humphrey Gilbert
Sir Humphrey Gilbert (1539 körül –  1583. szeptember 9.) angol felfedező, sir Walter Raleigh bátyja (féltestvére).
I. Erzsébet uralkodása alatt akadémiáján az udvari ifjakat heti több órában oktatták a címertanra, hogy "tökéletes herolddá" váljanak. Ezen ismeretek hiányában a gentleman ügyetlenül mozgott volna az udvari társaság udvariassági és társalgási viszonyai között.    
Első nyugati expedícióját 1578-ban, Martin Frobisher eredményeit továbbfejlesztendő indította el az Északnyugati átjáró felkutatására, de el sem érte Észak-Amerika partjait, mert hajóit egy vihar szerteszórta.
Második expedícióját 1583-ban indította öt hajóval – ezen az útján vett részt Budai Parmenius István. Az egyik hajó mindjárt az indulás után visszafordult, de a többi négy elérte Új-Fundland partjait, és ezt a földet Gilbert az angol királynő nevében formálisan birtokba vette. Egy hajót a betegekkel hátrahagyott a Saint Johns-öbölben, a többivel délnyugatnak hajózott. A Sable-sziget partjainál egy viharban egyik hajója zátonyra futott, és elsüllyedt (ezen utazott a magyar Budai Parmenius István). A megmaradt két hajóval visszafordult Angliába, de csak az egyik jutott el odáig, mert a visszaúton egy újabb viharban a vezérhajónak is nyoma veszett sir Humphrey Gilberttel együtt.
Útjával megalapozta Anglia amerikai gyarmatbirodalmát.